# Contraction du symbole de Christoffel
La contraction du symbole de Christoffel s'exprime à partir de la dérivée partielle du déterminant du tenseur métrique.

## Démonstration
Partant de l'expression du symbole de Christoffel en fonction de la dérivée partielle du tenseur métrique
et profitant de la symétrie du tenseur métrique
on a
Échangeant {\displaystyle i} et {\displaystyle l} des produits internes du dernier terme, on voit que le premier terme le neutralise et l'on obtient
D'autre part la différentielle du déterminant {\displaystyle \det {g}} s'obtient en sommant le produit de
chaque différentielle {\displaystyle \mathrm {d} g_{ij}} d'un élément de matrice {\displaystyle g_{ij}} par le mineur correspondant à cet élément.
Comme la matrice {\displaystyle g^{ij}} est l'inverse de la matrice du tenseur métrique {\displaystyle g_{ij}}, les mineurs cherchés sont {\displaystyle (\det {g})g^{ij}}. Ainsi {\displaystyle \mathrm {d} (\det {g})=(\det {g})g^{ij}\mathrm {d} g_{ij}}
et donc
On a donc
∎

## Remarques
- Le symbole de Christoffel étant symétrique, on a {\displaystyle \Gamma ^{i}{}_{ij}=\Gamma ^{i}{}_{ji}}

- Ni le symbole de Christoffel ni la dérivée partielle ne représentent des tenseurs. Néanmoins cette formule peut figurer dans des expressions qui représentent des tenseurs.